# 長絲深巨口魚
長絲深巨口魚（学名：[Bathophilus filifer] 错误：{{Lang}}：文本有斜体标记（帮助））为輻鰭魚綱巨口鱼目巨口鱼科的其中一種。分布于西太平洋的紐西蘭及東太平洋加利福尼亞灣至智利海域，為深海魚類，體長可達17公分。

## 扩展阅读
維基物種上的相關：長絲深巨口魚